# Japanse fitis
De Japanse fitis (Phylloscopus borealoides) is een zangvogel uit de familie Phylloscopidae.

## Verspreiding en leefgebied
Deze soort komt voor in Sachalin, de Koerilen en Hokkaido in noordelijk Japan.